# Tadeusz Mańkowski
Tadeusz Mańkowski (ur. 2 sierpnia 1878 we Lwowie, zm. 8 sierpnia 1956 w Krakowie) – polski prawnik, historyk sztuki, muzealnik, pracownik Zakładu Narodowego im. Ossolińskich we Lwowie, wykładowca Uniwersytetu Jagiellońskiego, dyrektor Zamku Królewskiego na Wawelu – Państwowych Zbiorów Sztuki (1945–1951).

## Życiorys
Urodził się w rodzinie Włodzimierza, sędziego, i Jadwigi z Łozińskich. W wieku 5 lat został osierocony przez ojca. Ukończył we Lwowie gimnazjum i odbył studia na Uniwersytecie Franciszkańskim, uzyskując w 1904 tytuł doktora praw. W czasie studiów, w latach 1898–1902 pracował w Zakładzie Narodowym im. Ossolińskich. Po studiach odbył roczną praktykę sądową w Innsbrucku, następnie powrócił do Lwowa i został adwokatem. Jego głębokie zainteresowanie historią sztuki, rozwijane w ciągu wielu lat, przyniosło efekty w postaci licznych artykułów naukowych oraz referatów na konferencje i kongresy z dziedziny sztuki i archeologii. W uznaniu zasług został członkiem Towarzystwa Naukowego we Lwowie, PAU, Towarzystwa Orientalistycznego, Towarzystwa Naukowego Warszawskiego, członkiem Komitetu Teorii i Historii Sztuki PAN.
Lata II wojny światowej spędził we Lwowie, pracując w instytucjach naukowych i kulturalnych miasta.
W 1945 wysiedlony ze Lwowa w akcji ekspatriacyjnej Polaków zamieszkał w Krakowie, gdzie w latach 1945–1951 był dyrektorem Państwowych Zbiorów Sztuki na Wawelu. Urządził tam tymczasową ekspozycję zbiorów sztuki, gdyż najcenniejsze eksponaty (m.in. arrasy wawelskie) wywiezione zostały w 1939 do Kanady, zorganizował pracownie konserwacji zabytków.
W 1948 habilitował się na UJ i jako docent prowadził tam wykłady.
W 1955 otrzymał Nagrodę Państwową II stopnia za pracę pt. Polskie tkaniny i hafty XVI–XVIII w.
Był żonaty ze Stefanią z domu Nikorowicz (1898–1982). Nie miał dzieci.
Zmarł w Krakowie, pochowany na cmentarzu Salwatorskim (kwatera SC13-1-65).

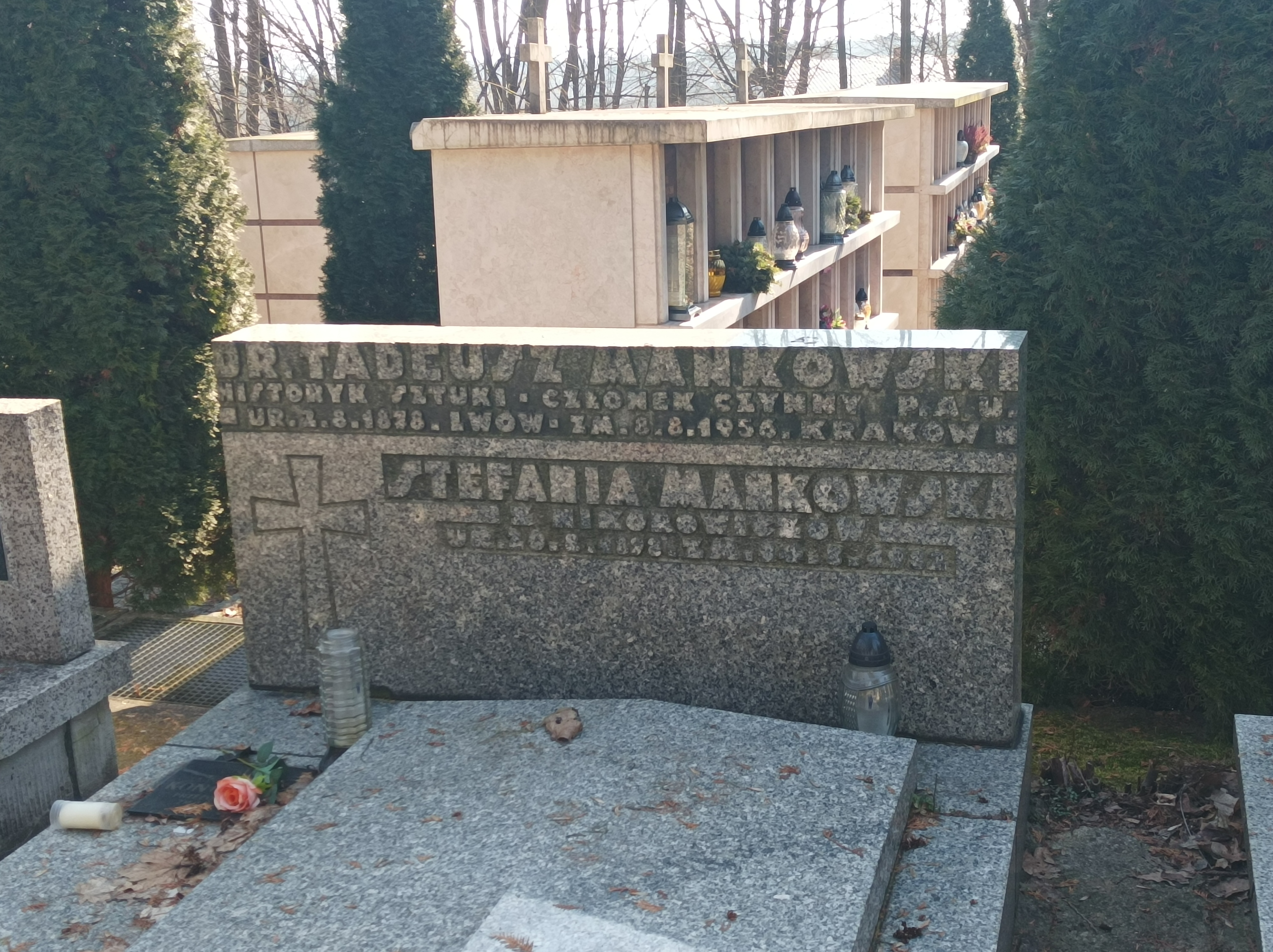
Grób prof. Tadeusza Mańkowskiego na cmentarzu Salwatorskim

## Spuścizna naukowa
223 dzieła (prawie wszystkie wydane, tylko 9 pozostających w rękopisie), w tym pozycje obejmujące:
1. kulturę i sztukę Lwowa
2. sztukę epoki stanisławowskiej
3. Wawel i jego zbiory oraz sztukę Renesansu
4. sztukę za króla Jana III
5. sztuki zdobnicze
6. sztukę Wschodu
7. sztukę ormiańską w Polsce
8. sarmatyzm w sztuce polskiej
9. dzieła artystów obcych w polskim posiadaniu
10. sylwetki polskich kolekcjonerów sztuki oraz nekrologi wybitnych historyków sztuki

## Publikacje
- Prawo łowieckie w Polsce w wiekach średnich (1904)
- Hoczew i Balowie (w 400 rocznicę fundacyi kościoła w Hoczwi) (1910)

## Ordery i odznaczenia
- Krzyż Oficerski Orderu Odrodzenia Polski (29 października 1947)[4]
- Medal 10-lecia Polski Ludowej (14 stycznia 1955)[5]